# Eberhard Böning
Eberhard Böning (* 22. Juni 1929 in Wickrath; † 20. März 1988 in Bonn) war ein deutscher Jurist und Ministerialbeamter. Er war von 1987 bis 1988 Staatssekretär im Bundesministerium für Bildung und Wissenschaft.

## Leben
Böning war ein evangelischer Rheinländer, Sohn eines Berufsoffiziers und besuchte Schulen in Berlin, München und Hannover, sodass er schließlich im Jahr 1948 das Abitur an der Hermann-Lietz-Schule auf Schloß Bieberstein in der Rhön ablegte. Anschließend studierte er von 1948 bis 1952 Rechtswissenschaften in Göttingen und Bonn und arbeitete im Redaktionsbeirat der Deutschen Universitätszeitung mit. Er legte 1957 sein 2. Staatsexamen in Düsseldorf ab und wurde 1961 an der Universität Bonn zum Dr. jur. promoviert. Nach seinem Studium wurde Böning zunächst als Assessor im Jahr 1957 Sekretär der Kommission für internationale Hochschulfragen der Westdeutschen Rektorenkonferenz und arbeitete danach von 1958 bis 1961 als Referent in der Geschäftsstelle des Wissenschaftsrates und nahm 1961 eine Stelle als Referent beim Sekretariat der Ständigen Konferenz der Kultusminister an. 
Er wechselte 1965 in das Bundesministerium für Wissenschaftliche Forschung bzw. Bildung und war dort zunächst als Referatsleiter für Organisationen zur Förderung der wissenschaftlichen Forschung tätig. Im Jahr 1969 gelang ihm der Aufstieg zum Unterabteilungsleiter für Hochschulen, woran sich im Januar 1971 die Übernahme der Abteilung für Bildungsplanung sowie die Ernennung zum Ministerialdirektor anschloss. Die Abteilung für Bildungsplanung gab er jedoch bereits im September 1971 an Hermann Granzow (SPD) ab, da Böning zum Leiter der Abteilung für Hochschulen und Wissenschaftspolitik wurde. Im Ministerium galt Böning, welcher seit 1979 FDP-Mitglied war, als Sachkundiger der deutschen Bildungspolitik, sodass er über 15 Jahre im Bildungsministerium in überwiegend Leitungsfunktionen unter verschiedenen politischen Leitungen diente. So wirkte er z. B. bei der Gestaltung des Hochschulrahmengesetzes mit oder forderte schon damals eine Beteiligung des Bundes an der Modernisierung und Digitalisierung der Hochschulen.
Als nach der Bundestagswahl vom 25. Januar 1987 der FDP-Politiker Jürgen Möllemann das Ministerium für Bildung und Wissenschaft von Dorothee Wilms (CDU) übernahm, wurde der bisherige beamtete Staatssekretär Paul Harro Piazolo (CDU) in den einstweiligen Ruhestand versetzt und Böning trat die Nachfolge an. Er verstarb am 20. März 1988 im Alter von 58 Jahren an einem Herzinfarkt. Sein Nachfolger wurde Fritz Schaumann (FDP).
Böning veröffentlichte zudem zahlreiche Aufsätze zu bildungspolitischen Fragen. Er war mit Hildegard Böning (geb. Huesmann) verheiratet und hinterließ zwei Töchter.

## Auszeichnung
- Bundesverdienstkreuz 1. Klasse (Mai 1986)